# استانلی فون دانوپ
استانلی فون دانوپ (انگلیسی: Stanley Brenton von Donop) فرد نظامی اهل بریتانیا بود. وی همچنین برندهٔ جوایزی همچون نشان حمام شده‌است.